# Ermelo (Afrique du Sud)
Pour les articles homonymes, voir Ermelo.
Ermelo est une ville agricole, industrielle et commerciale de 7 750 km2 située dans la province du Mpumalanga en Afrique du Sud. On y cultive du maïs, des pommes de terre, des haricots, du tournesol, de la luzerne et du sorgho. L'élevage de bovins, de porcs et d'ovins y est également développé. Enfin, on y retrouve des mines de charbon et d'anthracite. Ermelo est au carrefour de trois routes nationales, les N2, N11 et N17, seules Pretoria et Johannesburg sont aussi bien desservies.

## Histoire
Les premiers habitants du secteur étaient les Leghoya, un peuple peu connu dont des vestiges datant de l'an 1400 environ se trouvent dans le secteur. Le Ermelo moderne a été fondé par le Révérend Frans Lion-Cachet(1835-1899). Ayant lui-même des origines juives dans sa famille, Lion-Cachet mit un point d'honneur à évangéliser les juifs de la région.